# Уорден, Александра
Александра Уорден (англ. Alexandra (Alex) Z. Worden, род. 1970, Мидлсекс, Массачусетс) — эколог-микробиолог и учёный-геномист, известная своими знаниями в области экологии и эволюции океанских микробов и их влияния на глобальные биогеохимические циклы.

## Исследовательский вклад
Исследования Уордена сосредоточены на физиологии и экологии эукариотического фитопланктона и их роли в углеродном цикле. Она инициировала это исследование через постдокторскую стипендию NSF в области микробной биологии и впоследствии расширила его, адаптировав несколько молекулярных и омических методов для характеристики эволюции и экологического вклада этого фотосинтетического планктона, который, как теперь известно, является основным первичным продуцентом океана. В Океанографическом институте Скриппса другие исследования микробных взаимодействий, проведённые в лаборатории Фарука Азама, привели к её работе, которая опровергла идею о том, что холерный вибрион существует в основном прикреплённым к веслоногим в водных системах. Это считалось важным для понимания экологии этого патогена человека и векторов передачи инфекционных клеток. В этот период она и Азам представили концепцию биологии экосистем (экосистемная биология), придумав этот термин в 2004 году. Эта концепция была принята научным сообществом в нескольких более поздних трудах и в настоящее время разрабатывается биологом, специалистом по микробиому человека Джероеном Раесом и микробным океанографом Эдвардом Делонгом. Конференция Жака Моно по биологии морских экосистем была начата в 2015 году.
Уорден также известна как пионер «целевой метагеномики», в которой клетки, представляющие особый интерес, отделяются от масс с помощью проточной цитометрии (на корабле), а затем секвенируются геномы только из клеток, представляющих наибольший интерес. Используя этот подход, Уорден и её сотрудники из Объединённого института генома Министерства энергетики США секвенировали частичные геномы ключевой группы некультивируемых эукариотических водорослей, показывая при этом распространение этих фотосинтезирующих простейших в океане. Совсем недавно её лаборатория адаптировала эти подходы для изучения некультивируемых одноклеточных хищников в океане и обнаружила гигантские вирусы, заражающие хоанофлагеллат, широко распространённую группу хищников, связанных с животными. Примечательно, что вирусы приносят нефотосинтезирующему, хищному хозяину полные бактериородопсин-подобные фотосистемы, которые перекачивают протоны.
Её лаборатория также исследует наследственные компоненты наземных растений, эволюционную биологию и распространение некультивируемых таксонов и взаимодействия между вирусами и клетками-хозяевами фитопланктона. В 2015 году она с соавторами призвала к «переосмыслению морского углеродного цикла». Уорден публикуется в области микробиологии окружающей среды, эволюционной биологии, науки о геноме и океанографии.

## Карьера
Уорден начала свою лабораторию в 2004 году в качестве доцента в Школе морских и атмосферных наук Розенстила в Майами, Флорида, США. В 2007 году она была принята на работу в Исследовательский институт аквариумов Монтерей-Бей на западном побережье США, когда им руководила Марша Макнатт, которая сейчас является президентом Национальной академии наук США. Во время работы в MBARI Уорден также продвинулась по служебной лестнице до адъюнкт-профессора Калифорнийского университета в Санта-Крузе. В настоящее время она является профессором и руководителем отдела Центра океанологических исследований Гельмгольца GEOMAR в Киле и Кильского университета в Германии.
Первые награды Уорден были получены в качестве стипендии НАСА для выпускников наук о Земле и премии Риджентс Университета Джорджии для аспиранта. В 2000 году она получила постдокторскую стипендию Национального научного фонда США по микробной биологии в поддержку своих новаторских исследований пикоэукариот. После основания своей лаборатории в 2004 году она была награждена премией молодого исследователя.
В 2009 году Уорден была назначена научным сотрудником Канадского института перспективных исследований (CIFAR), а затем стала старшим научным сотрудником CIFAR (2011). Она была выбрана из международного пула ведущих учёных в качестве морского исследователя Фонда Гордона и Бетти Мур в 2013 году за её «творчество, инновации и потенциал для совершения крупных новых прорывов». В 2015 и 2016 годах Уорден была научным сотрудником в области морских и климатических наук в HWK в Германии. В 2016 году она была избрана членом Американской академии микробиологии, почётной лидерской группы Американского общества микробиологии. В 2021 году она была назначена научным сотрудником Макса Планка в Институте эволюционной биологии Макса Планка в Плёне и стала научным сотрудником Института перспективных исследований Рэдклиффа Гарвардского университета. В 2022 году она была избрана членом Национальной академии наук Германии Леопольдина.
Уорден является сторонником образования и инноваций STEM и подчёркивает необходимость соответствующих «…образцов для подражания, которые вдохновляют на большее разнообразие и творчество» в науке.

## Образование
Уорден училась в колледже Уэллсли, где получила степень бакалавра искусств по истории и выполнила курсовую работу по наукам о Земле, атмосфере и планетах в Массачусетском технологическом институте. Во время учёбы в Массачусетском технологическом институте она работала в лабораториях морского геохимика и палеоокеанографа Джона М. Эдмонда, климатолога Реджинальда Ньюэлла и биолога-океанографа Салли В. Чисхолм. Она получила докторскую степень по экологии в Школе экологии Одума при Университете Джорджии в Атенсе, Джорджия, США, в 2000 году.
Её раннее знакомство с инженерией произошло благодаря компьютерному программированию в BBN Technologies, а затем она поступила в университет и участвовала в проекте Массачусетского технологического института по производству солнечных электромобилей. В то время в отмеченную наградами команду MIT Solar Electric Vehicle входили несколько человек, которые затем стали ведущими новаторами в мире технологий, включая Гилла Пратта и Меган Смит; команда была основана братом Уорден, Джеймсом Уорденом. Инженерные и технологические инновации оставались постоянным компонентом её океанографических исследований.

## Семья
У Уорден есть партнёр и двое детей.